# Аллан Стоун
Аллан  Стоун (англ. Allan Stone; нар. 14 жовтня 1945) — колишній австралійський тенісист.
Найвищу одиночну позицію світового рейтингу — 36 місце досяг 21 жовтня 1975, парну — 12 місце — 23 серпня 1977 року.
Здобув 11 одиночних та 15 парних титулів.
Перемагав на турнірах Великого шолома в парному розряді.
Завершив кар'єру 1978 року.

## Фінали за кар'єру

### Парний розряд (15–19)
| Результат | W/L | Дата | Турнір                                              | Покриття | Партнер               | Суперники                     | Рахунок               |
| --------- | --- | ---- | --------------------------------------------------- | -------- | --------------------- | ----------------------------- | --------------------- |
| Перемога  | 1.  | 1968 | Відкритий чемпіонат Австралії з тенісу, Мельбурн    | Трава    | Дік Крілі             | Террі Еддісон Рей Келді       | 10–8, 6–4, 6–3        |
| Поразка   | 1.  | 1968 | Рим, Італія                                         | Ґрунт    | Ніколас Калогеропулос | Том Оккер Марті Ріссен        | 3–6, 4–6, 2–6         |
| Перемога  | 2.  | 1969 | US Doubles Championships, Бостон                    | Трава    | Дік Крілі             | Білл Боурі Чарлі Пасарелл     | 9–11, 6–3, 7–5        |
| Перемога  | 3.  | 1969 | Victorian Open, Австралія                           | Трава    | Дік Крілі             | Рей Раффелз Білл Боурі        | 9–7, 6–4, 6–4         |
| Поразка   | 2.  | 1969 | Індіанаполіс, США                                   | Ґрунт    | Дік Крілі             | Білл Боурі Кларк Гребнер      | 4–6, 6–4, 4–6         |
| Перемога  | 4.  | 1970 | Swedish Open, Швеція                                | Ґрунт    | Дік Крілі             | Желько Франулович Ян Кодеш    | 6–2, 2–6, 12–12, ret. |
| Поразка   | 3.  | 1971 | Гамбург, Німеччина                                  | Ґрунт    | Дік Крілі             | Джон Александер Андрес Хімено | 4–6, 5–7, 9–7, 4–6    |
| Поразка   | 4.  | 1972 | Vancouver WCT, Канада                               | Outdoor  | Кліфф Дрісдейл        | Білл Боурі Кларк Гребнер      | 6–7, 0–6              |
| Перемога  | 5.  | 1973 | Окленд, Нова Зеландія                               | Трава    | Браян Феерлі          | Дік Крілі Боб Кармайкл        |                       |
| Поразка   | 5.  | 1973 | La Costa WCT, США                                   | Тверде   | Нікола Пилич          | Рой Емерсон Род Лейвер        | 7–6, 3–6, 4–6         |
| Перемога  | 6.  | 1973 | Мюнхен, Німеччина                                   | Килим    | Нікола Пилич          | Кліфф Дрісдейл Кліфф Річі     | 7–5, 5–7, 6–4         |
| Поразка   | 6.  | 1973 | Йоганнесбург, ПАР                                   | Тверде   | Фрю Макміллан         | Боб Лутц Стен Сміт            | 1–6, 4–6, 4–6         |
| Поразка   | 7.  | 1973 | Gothenburg WCT, Швеція                              | Килим    | Нікола Пилич          | Рой Емерсон Род Лейвер        | 7–6, 4–6, 1–6         |
| Перемога  | 7.  | 1973 | Dutch Open, Нідерланди                              | Трава    | Іван Моліна           | Антоніо Муньйос Андрес Хімено | 4-6, 7–6, 6-4         |
| Перемога  | 8.  | 1973 | Меріон, США                                         | Трава    | Колін Діблі           | Джон Остін Фред Макнеер       | 7–6, 6–3              |
| Поразка   | 8.  | 1973 | Токіо Outdoor, Японія                               | Тверде   | Колін Діблі           | Мал Андерсон Кен Роузволл     | 5–7, 5–7              |
| Поразка   | 9.  | 1973 | Джакарта, Індонезія                                 | Тверде   | Джон Ньюкомб          | Майк Естеп Ян Флетчер         | 5–7, 4–6              |
| Перемога  | 9.  | 1974 | Richmond WCT, США                                   | Килим    | Нікола Пилич          | Джон Александер Філ Дент      | 6–3, 3–6, 7–6         |
| Перемога  | 10. | 1974 | Мельбурн, Австралія                                 | Трава    | Раз Рід               | Майк Естеп Пол Кронк          | 7–6, 6–4              |
| Поразка   | 10. | 1975 | Відкритий чемпіонат Австралії з тенісу, Мельбурн    | Трава    | Боб Кармайкл          | Джон Александер Філ Дент      | 3–6, 6–7              |
| Перемога  | 11. | 1975 | Dayton Indoor, США                                  | Килим    | Рей Раффелз           | Пол Геркен Браян Готтфрід     | 7–6, 7–5              |
| Поразка   | 11. | 1975 | Denver WCT, США                                     | Килим    | Боб Кармайкл          | Рой Емерсон Род Лейвер        | 2–6, 6–3, 5–7         |
| Поразка   | 12. | 1975 | Вімблдонський турнір, Лондон                        | Трава    | Колін Даудесвелл      | Вітас Ґерулайтіс Сенді Меєр   | 5–7, 6–8, 4–6         |
| Поразка   | 13. | 1975 | Сан-Франциско, США                                  | Килим    | Кім Ворвік            | Фред Макнеер Шервуд Стюарт    | 2–6, 6–7              |
| Поразка   | 14. | 1976 | São Paulo WCT, Бразилія                             | Килим    | Чарлі Пасарелл        | Росс Кейс Джефф Мастерз       | 5–7, 1–6              |
| Поразка   | 15. | 1976 | Х'юстон WCT, США                                    | Ґрунт    | Чарлі Пасарелл        | Род Лейвер Кен Роузволл       | 4–6, 2–6              |
| Перемога  | 12. | 1976 | US Pro Championships, США                           | Ґрунт    | Рей Раффелз           | Майк Кейгілл Джон Вітлінгер   | 3–6, 6–3, 7–6         |
| Поразка   | 16. | 1976 | Вудлендс Даблз, США                                 | Тверде   | Філ Дент              | Браян Готтфрід Рауль Рамірес  | 1–6, 4–6, 7–5, 6–7    |
| Перемога  | 13. | 1976 | Мауї, США                                           | Тверде   | Реймонд Мур           | Дік Стоктон Роско Теннер      | 6–7, 6–3, 6–4         |
| Поразка   | 17. | 1977 | La Costa WCT, США                                   | Тверде   | Рей Раффелз           | Боб Г'юїтт Фрю Макміллан      | 4–6, 2–6              |
| Перемога  | 14. | 1977 | Перт, Австралія                                     | Тверде   | Рей Раффелз           | Нік Савіано Джон Вітлінгер    | 6–2, 6–1              |
| Поразка   | 18. | 1977 | Sydney International, Австралія                     | Трава    | Рей Раффелз           | Джон Александер Філ Дент      | 6–7, 6–2, 3–6         |
| Перемога  | 15. | 1977 | Відкритий чемпіонат Австралії з тенісу-2, Melbourne | Трава    | Рей Раффелз           | Джон Александер Філ Дент      | 7–6, 7–6              |
| Поразка   | 19. | 1978 | Брисбен, Австралія                                  | Трава    | Сід Болл              | Джон Александер Філ Дент      | 3–6, 6–7              |

### Одиночний розряд (3–6)
| Результат | W/L | Дата | Турнір                 | Покриття | Суперник       | Рахунок            |
| --------- | --- | ---- | ---------------------- | -------- | -------------- | ------------------ |
| Перемога  | 1.  | 1967 | Куала-Лумпур, Малайзія |          |                |                    |
| Поразка   | 1.  | 1968 | Аделаїда, Австралія    | Трава    | Білл Боурі     | 4–6, 3–6, 6–4, 4–6 |
| Перемога  | 2.  | 1968 | Найробі, Кенія         | Ґрунт    | Хуан Мануель   | 6–3, 7–5           |
| Поразка   | 2.  | 1969 | Cincinnati Open, США   | Ґрунт    | Кліфф Річі     | 1–6, 2–6           |
| Перемога  | 3.  | 1969 | Connaught, London      | Ґрунт    | Джон Купер     | 6–4, 6–2           |
| Поразка   | 3.  | 1969 | Брисбен, Австралія     | Трава    | Рей Раффелз    | 6-8, 6–4, 3–6, 3-6 |
| Поразка   | 4.  | 1971 | Окленд, Нова Зеландія  | Тверде   | Боб Кармайкл   | 6–7, 6–7, 3–6      |
| Поразка   | 5.  | 1975 | Балтимор, США          | Килим    | Браян Готтфрід | 6–3, 2–6, 3–6      |
| Поразка   | 6.  | 1975 | La Costa WCT, США      | Тверде   | Род Лейвер     | 2–6, 2–6           |